# Marginaria friedrichsthaliana
Marginaria friedrichsthaliana là một loài thực vật có mạch trong họ Polypodiaceae. Loài này được (Kunze) Pic. Serm. miêu tả khoa học đầu tiên năm 1977.